# Steatoda variata china
Steatoda variata là một phân loài nhện trong họ Theridiidae.
Loài này thuộc chi Steatoda. Steatoda variata china được Willis J. Gertsch miêu tả năm 1960.